# 日本写真家ユニオン
協同組合日本写真家ユニオン（きょうどうくみあいにほんしゃしんかゆにおん、Japan Photographers Union）はプロの写真家の事業協同組合。
2001年に将来の協同組合化をめざして、日本写真家協会の会員有志によって発足。発足時は、任意団体の「日本写真家ユニオン」。2003年5月、経済産業省所轄の協同組合として設立総会を開催。同年9月、経済産業省から認可を受け、法人登記を完了し、正式に発足した。組合員は、約500人。2006年7月4日、「著作権問題を考える創作者団体協議会」の設立に参加。

## 設立の経緯
日本写真家協会の第43回総会（1992年）で、公益社団法人と事業協同組合の併設が決議されたのにもとづき、2001年任意団体として日本写真家ユニオンが発足。
- 設立発起人
縣誠而、芥川仁、小松健一、白簱史朗、丹野章、中村梧郎、藤本俊一、水越武、三本和彦(代表発起人) [3]。

## 主な事業

### 協同事業
- 組合員作品のデータベースを構築
組合員リストや作品のポートフォリオが公式サイトで公開されている[4]。
- 障害保険
国内、海外を問わず組合員が死亡または後遺症障害の場合、見舞金支給。
- 著作権、法務、税務に関する相談対応
メール、電話、面接などで専門家が対応[5]。

### 教育事業
- セミナー
写真のデジタル加工やインクジェットプリンターによるデジタルモノクロプリントなど、パソコン、プリンターを駆使した写真技術のセミナーを行っている[6]。
- 公募展
2006年から写真家ユニオン公募展[7]開催。第1回大賞受賞者は荻野NAO之。

## 注
1. ↑  日本写真家協会の社団法人化は2001年5月に文部科学大臣から設立認可。
2. ↑  日本写真家協会沿革
3. ↑  組合概要
4. ↑  組合員情報日本写真家ユニオンサイト内
5. ↑  組合概要 日本写真家ユニオン
6. ↑  教育事業部ページ
7. ↑  公募展サイト